# Giselle González
Giselle González mexikói producer.

## Élete
Giselle González Mexikóban született. Karrierjét produkciós asszisztensként kezdte. 2008-ban Roberto Gómez Fernándezszel elkészítették az Alma de Hierro című sorozatot Blanca Guerra és Alejandro Camacho főszereplésével. 2010-ben a nagysikerű Para volver a amar című telenovellát készítették el.

## Telenovellái

### Mint vezető producer
- Caer en tentación (2017)
- La Candidata (2016)
- Yo no creo en los hombres (2014)
- Cachito de cielo (2012)
- Para volver a amar (2010)
- Alma de hierro (2008-2009)
- Amor mío (2006-2007)

### Mint társproducer
- CLAP (2003)
- El juego de la vida (2001-2002)
- Barátok és szerelmek (Locura de amor) (2000)
- Huracán (1997)
- La sombra del otro (1996)

### Mint termelési koordinátor
- Baila conmigo (1992)

### Mint produkciós asszisztens
- Alcanzar una estrella II (második rész) (1991)